# 児玉辰春
児玉 辰春（こだま たつはる、1928年 - 2019年10月14日）は、日本の児童文学作家。
戦争を語り継ぐ絵本『まっ黒なおべんとう』の著者として知られる。

## 経歴
広島県大竹市出身。山口県立岩国工業高等学校、神奈川大学工学部卒業。
1954年より中学校の教師として勤務した。その頃から、子供たちへの平和活動を始める。1988年、広島市立三和中学校を最後に退職し、創作活動を開始した。
1990年に「よっちゃんのビー玉」が日本子どもの本研究会選定図書、1992年に「伸ちゃんのさんりんしゃ」日本図書館協会選定図書と全国学校図書館協議会「夏休みの本」に選ばれた。
2001年、戦争の悲惨さを語り継ぐ「新世紀に戦争を語り継ぐ会」を創設した。
2019年、広島市佐伯区の病院で死去した。91歳没。
『まっ黒なおべんとう』をはじめとする、いくつかの作品がアニメ映画化された。

## 著書

### 絵本
- 『まっ黒なおべんとう』新日本出版社、1989年 - 挿絵:長澤靖
- 『伸ちゃんのさんりんしゃ』童心者、1992年 - 挿絵:おぼまこと
- 『まっ黒つち まっ白もち―ぼくらの豊平農業小学校』農山漁村文化協会、1993年 - 挿絵:はらみちお
- 『よっちゃんのビー玉』新日本出版社、1996年 - 挿絵:北島新平
- 『かえってきたつりがね』鈴木出版、1996年 - 挿絵:長澤靖

### その他単著
- 『ひびけ月光の曲』岩崎書店、1993年
- 『ヒロシマ心の旅路』岩崎書店、1996年 - 挿絵:村井宗二
- 『虹の花咲く通潤橋』汐文社、1998年 - 挿絵:長澤靖
- 『海底に消えた青春 知られざる特攻、伏竜特攻隊秘話』汐文社、2001年
- 『くちなしの花 八月―ヒロシマヤケノハラニナル』草土文化、2001年 - 挿絵:長澤靖
- 『人間魚雷「回天」 一特攻隊員の肖像』高文研、2003年